# Sword Art Online
Sword Art Online (ソードアート・オンライン, Sōdo Āto Onrain) é uma série de light novel escrita por Reki Kawahara e ilustrada por abec. O enredo da série ocorre em um futuro próximo e se concentra em vários mundos de realidade virtual de MMORPG.
A série é publicada sob a impressão Dengeki Bunko da editora ASCII Media Works desde 10 de abril de 2009, com uma série spin-off lançada em outubro de 2012. A série gerou dez adaptações em séries de mangá publicadas pela editora ASCII Media Works e Kadokawa. No Brasil, cinco adaptações em mangá foram licenciadas e publicadas pela editora Panini Comics. Uma série de televisão de anime produzida pela A-1 Pictures foi exibida no Japão entre julho e dezembro de 2012, com um episódio OVA chamado Extra Edition exibido em 31 de dezembro de 2013, e uma segunda temporada intitulada Sword Art Online II exibida entre julho e dezembro de 2014. Quatro jogos eletrônicos baseados na série foram lançadas no PlayStation Portable, PlayStation Vita, PlayStation 3 e PlayStation 4. Um filme animado intitulado Sword Art Online The Movie: Ordinal Scale com uma história original escrita por Kawahara estreou no Japão e no Sudeste Asiático em 18 de fevereiro de 2017.
Sword Art Online é um sucesso comercial, tendo as light novels mais de 19 milhões de cópias vendidas em todo o mundo. A série de anime recebeu críticas mistas a positivas, sendo elogiada pela sua animação, trilha sonora e exploração dos aspectos psicológicos dos jogadores em uma realidade virtual, mas foi criticada pelo seu desenvolvimento e a light novel pela sua escrita. O anime foi renovado para uma terceira temporada, que estreiou no dia 10 de outubro de 2018, essa terceira temporada terá 47 episódios (divididos em três partes), adaptando o arco Project Alicization.
Sword Art Online fará parte do catálogo do serviço de streaming Funimation no Brasil. O anime foi dublado em 2021 pelo estúdio atima entretenimento, com João Vieira dublando o protagonista Kazuto kirigaya e Bruna Nogueira como Asuna Yuuki
Obs.: Sword Art Online, não é ISEKAI e não se encaixa no Gênero. O gênero mais apropriado é "VR" ou mais conhecido "Realidade Virtual", nesse sentido SAO é o anime que trouxe gênero/termo para os Holofotes.

## Enredo
Em 2022, um jogo de realidade virtual Massively Multiplayer Online Role-Playing Game (VRMMORPG) chamado Sword Art Online foi lançado. Com o Nerve Gear, um capacete que estimula os cinco sentidos do usuário através de seu cérebro, os jogadores podem controlar seus personagens no jogo com suas mentes. Tanto o jogo como o NerveGear foram criados por Kayaba Akihiko.
Em 6 de novembro de 2022, 10.000 jogadores entraram pela primeira vez em SAO e, depois, descobriram que são incapazes de sair. Kayaba na forma de um avatar aparece e diz aos jogadores que eles devem vencer todos os 100 andares de Aincrad, um castelo de aço que é o cenário de SAO, se quiserem sair do jogo. Aqueles que sofrem mortes no jogo ou tentam forçosamente retirar o NerveGear fora do jogo sofrerão mortes na vida real. Este também faz os jogadores revelar seu real rosto, mudando seus avatares de jogo.                                                                                                                         
Um dos jogadores chamado Kazuto Kirigaya, cujo avatar Kirito é um dos 1.000 jogadores da fase fechada beta. Como já conhecia o jogo, ele sentiu que poderia finalizá-lo facilmente. Dessa forma, decidiu vencê-lo sozinho. Este também possui contato com Ryōtarō Tsuboi, cujo avatar de Klein e traços de um samurai, um novato de SAO e um bom amigo para Kazuto e Andrew Gilbert Mills, cujo avatar de Agil, um homem muito grande e dono de uma taverna que vende armas para os players, como também deixa o lugar para se aventurar nas quests. Kazuto fez parte de um grupo chamdo Gatos Pretos Iluminados Pela Lua, mas este grupo foi eliminado num lugar onde cristais de telepote não funcionariam até Sachi, que passou da gota para Kazuto. Desde então Kazuto tem ajudado outros players, mas como jogador solo para não ter mais perdas. Ele era conhecido como Beat ou Espadachim Negro. Ele também adotou o último golpe da empunhadura dupla depois de conseguir uma outra espada com alguém capaz de forjar espadas. Após dois anos, Kazuto conhece Asuna Yūki, aparentemente esta estava com sua cabeça coberta, até ser revelada, contudo não entendia dos jogos, até Kazuto explicar a ela. Ela depois entra no exército como segunda no comando e se aventura em quests com Kazuto, única pessoa a usar o seu nome real. Ela também pede a Kazuto para formar uma parceria, aparentemente este reluta, mas acaba aceitando, a força. Estes acaba enfrentando o primeiro Boss, mas Kazuto usa a empunhadura dupla eliminando o Boss de lá. Ele acaba entrando no exército que Asuna faz parte depois de ser vencido pelo chefe de lá. Kazuto e Asuna se casam, apenas no SAO e encontram uma menina sem memórias, que só lembra do seu nome Yui e a adotam e ela os aceita como seus pais. Contudo a menina era na verdade suporte dos jogadores e desde então fora impedida de interagir com os jogadores, até conhecer Kazuto e Asuna. Ela depois usa uma habilidade proibida que fora forçada a ser apagada do SAO,  mas Kazuto recuperou os dados dela para ficar na forma de um amuleto para ficar com a Asuna. Na quest para enfrentar uma centopéia esquelética gigante Kazuto descobre a identidade de Kayaba em SAO é na verdade o chefe do exército qual Asuna fazia parte. Ele o enfrenta na condição de fazer com que Asuna não se mate. Ambos se enfrentam e Asuna protege Kazuto se livrando da paralisia causada por Kayaba, Kazuto acaba sendo ferido, mas acaba conseguindo vencê-lo, depois parando num mundo ilusório no pós-morte onde vê Asuna. Kayaba se encontra com os dois e consequentemente liberta todos os jogadores, mas aqueles que foram mortos nunca teriam salvação. Kazuto e Asuna falam de seus reais nomes antes de desaparecerem.
Ao voltar para o mundo real, Kazuto descobre que 300 jogadores de SAO, incluindo Asuna, ainda não tinham despertado. Através de uma foto mandada por Agil, ele suspeita que Asuna e os demais estão presos em outro VRMMORPG chamado ALfheim Online (ALO). Ele entra no jogo e é ajudado por sua prima/irmã, Suguha Kirigaya, conhecida como Leafa no jogo, um tipo de personagem criado do jogo Zelda. Então, ele descobre que ALO faz parte de um plano de Sugou Nobuyuki para realizar experimentos ilegais nas mentes dos jogadores e colocá-las sob seu controle. Ele faz isso com Asuna, com quem pretende se casar no mundo real ou tomar o corpo dela, com o objetivo de assumir a empresa da família dela ou como Asuna. Kazuto acaba logando onde conhece Leafa, sem saber que é sua irmã usando um outro avatar e ela sem saber que Kazuto usa o avatar de Kirito. Ele também trás Yui, que fazia parte do histórico que foi salvo desde evento atrás. Yui pode manter sua real forma ou pode assumir a forma de uma fadinha e ficar no bolso do Kazuto. Depois de descobrirem que Asuna fora presa por Sugou na Árvore Mundo, tanto Kazuto quanto Suguha descobrem quem é quem, deixando Suguha num dilema, mas estes foram salvar Asuna. Eles depois descobrem dos planos de Sugou depois de libertar Asuna. Kayaba depois dá livre acesso a Kazuto para confrontar Sugou como administrador e consegue frustrar com seus planos, ele e Asuna voltam ao mundo real. Kayaba concede a Kazuto uma semente dourada que cabia a ele fazer o que quiser. Retornando ao mundo real, ele agradece Suguha por ajudá-lo a salvar Asuna. Kazuto se depara com Sugou no mundo real, mas consegue frustrá-lo e depois ser detido pela polícia. Kirito já no hospital machucado pelo Sugou se reúne com Asuna, livre do ALO, felizes por se reencontrarem e também falam seus reais nomes. Asuna e Kazuto já estão matriculados na mesma escola e já namoram, diferente do SAO que viviam como casados. Eles depois se reúnem com os outros que já estavam no SAO, que fazem planos com a semente dourada que Kazuto recebeu de Kayaba, para criar um novo cenário para elfas e springans. Kayaba já tinha digitalizado seu intelecto no SAO enquanto o verdadeiro Akihiko Kayaba se mata, com base no que Kazuto falou.
Um ano depois, Kazuto no mundo real é convocado por Seijirō Kikuoka, este tinha aparecido no episódio resumo desde o quando Kayaba tentou prender os jogadores no SAO até quando Sugou tentou usurpar o jogo SAO, tentou controlar as ações da família Yūki e fazer experimentos com os jogadores que não saíram do SAO. Ele é membro da Divisão Virtual do Ministério de Assuntos Internos e Comunicações, além também de logar no ALO, segundo ele os jogadores estão sendo mortos no jogo, chamado Gun Gale Online (GGO), como também no mundo real. Kazuto deixa seus amigos no ALO, mundo formado por elfos e demi-humanos, uma classificação para humanos com orelhas de gato, e vai logar no GGO. Sinon Asada, ainda tenta se recuperar de seu trauma ao tentar matar um bandido na infância. Ela era alvo de bulling e também era menosprezada por suas colegas ao mostrar uma arma. Ela travava, regurgitava e sofria tonturas. Ela conheceu Kyōji Shinkawa e ele aconselhou ela a participar do GGO. Kazuto como Kirito, agora de cabelo comprido se cruza com Sinon, mas esta pensa que Kirito fosse menina. Ao jogarem o GGO, Kirito foi forçado a dizer quem ele é deixando uma má impressão em Sinon. Eles jogam o GGO para passar as fases e se depara com um membro dos Caixões Sorridentes. Este era atormentado pelos fantasmas do passado por matar outros membros dos Caixões Sorridentes, assim como Sinon por não conseguir usar arma. O jogador Death Gun entra no jogo para matar os jogadores e também um em particular a Sinon. Para por fim aos seus fantasmas do passado Kirito teve de encarar o Death Gun devido as mortes que ele causou no SAO, sendo que uma destas foi proteger a Asuna e também proteger Sinon do GGO. Estes que eram rivais do GGO tiveram que abrir o jogo para falar do porque vieram ao GGO Kirito e Sinon antes de confrontar o Death Gun. Kirito enfrenta o Death Gun e Sinon ficar como Sniper para atirar no Death Gun e Kirito descobre a real identidade de Death Gun, Xaxa dos Olhos Vermelhos e juntos puderam superá-lo. Para sair da arena do GGO, Sinon usa uma granada que faz ambos saírem de forma abrupta dando a vitória aos dois. No mundo real ela recebe a visita de Kyōji, até ela perceber que ele é um membro dos Caixões Sorridentes e irmão do Xaxa dos Olhos Vermelhos, mas esta é salva por Kazuto, no mundo real. Kyōji injeta a droga que o mataria, mas atinge a parte metálica que estava nele, essa parte metálica era colocado os eletrodos para medir seus sinais vitais. Sinon enfrenta suas colegas tentando superar seu trauma por armas. Ela se depara com Kazuto, já de moto e juntos vão até o investigador para contar os fatos sobre os Caixões Sorridentes. Kyōji agora está em reabilitação para superar tal obsessão, além de membro dos Caixões Sorridentes como também a de Sinon e os dois, Shōichi Shinkawa usuário do nome Xaxa dos Olhos Vermelhos e Atsushi Kanemoto como nome de usuário de Johnny Black estão detidos. Kazuto leva Sinon até o lugar onde se reúnem os jogadores de SAO e Asuna e Rika Shinozaki, que forja metais que Kirito conheceu, a pedido de Asuna. Ele fala que foi a terra natal de Sinon e traz uma mulher que tinha a função de recepcionista quando Sinon a salvou do bandido e também uma menina filha da recepcionista para agradecerem pelo tal ato, embora tal heroísmo fosse demais para ela entender ainda que tivesse de enfrentar tal trauma, na infância. Na parte II, Kirito vai numa Quest para buscar a Excalibur, junto de Suguha, Asuna, Rika como Lisbeth, Klein, como parte dos elfos. Asuna muda o perfil de seu avatar, além de esgrima adicionou a skin mago para usar feitiços e também muda o tom de seu cabelo para azul desde que foi reformulado o ALO. Keiko como Silica e Sinon que agora faz parte do grupo de Kirito e parte do povo bestial felino como arqueira. Eles adentram na Quest e conseguem a Excalibur para Kirito e Klein o Mjolnir de Thor depois de ser liberto quando ainda estava como Freya, este tinha uma queda por pessoas do sexo oposto. Na parte III Asuna tem tido uma relação conturbada com a mãe, além de ser impedida de logar no ALO, esta estava para ter aulas particulares e também de ter um casamento arranjado mesmo estando desligada do mundo real por 2 anos. Ela conhece uma menina do ALO com o nome de Yūki, assim como o sobrenome de Asuna. Ela faz parte do grupo Guerreiros Adormecidos e estes vão para enfrentar o Boss da fase além de encarar os outros guerreiros, auxiliados por Kirito e Klein. Depois de conquistarem o Boss de lá o grupo Guerreiros Adormecidos não puderam revelar sua real situação e passam a evitar Asuna. Kazuto descobre que Yūki está internada, ela se chama Yūki Konno. Ela conhece o médico que cuida de Yūki o Dr. Kurahashi. Ela sofre de AIDS e parece ter poucos dias de vida, se esta tiver contato com outras pessoas acabaria infectando. Ela loga através do Medicuboid, que possui as características do AmuSphere e do NerveGear, utilizado por Kazuto e Asuna fazendo ela ficar mais tempo no ALO. Esta tinha a vontade de ir a escola. Kazuto configura uma microcâmera para ficar no ombro de Asuna para que Yūki pudesse acompanhar o dia-a-dia de Asuna. Yūki fala que ela lembra um pouco a Aiko, irmã mais nova. Tomando um novo passo Asuna foi confrontar sua mãe para não ter problemas familiares e assim sua vida muda de rumo. Depois de receber a notícia que Yūki ia morrer Asuna vai ao hospital e loga para se reunir com Yūki e Yūki presenteia Asuna com a benção Mother's Rosary. Os outros se reúnem com Yūki para o último adeus e assim ela morre. No funeral Asuna se encontrava lá. Kazuto e Dr. Kurahashi se encontram com ela e fala do benfeitor que financiou o tratamento para os jogadores que logam no SAO e no ALO e o nome citado é Rinko Koujiro, Kazuto já tinha ideia que este monitorou Kayaba antes dele falecer.
Depois de resolver os assassinatos em GGO, Kirito é recrutado para ajudar no desenvolvimento de um jogo de state-of-the-art, UnderWorld (UW), que tem uma interface muito mais realista e complexa do que a dos jogos anteriores. Em UW, o fluxo do tempo procede milhares de vezes mais rápido do que no mundo real. No entanto, Kirito acaba caindo em uma armadilha e acorda dentro do jogo. Incapaz de sair, ele começa a procurar um caminho de volta para a realidade ao lado dos amigos que encontra pelo caminho.
Seis meses após sua última batalha, Kirito ainda se encontra preso dentro do Underworld, 
extremamente debilitado e auxiliado pela Cavaleira da Integridade Alice Synthesis Thirty. No mundo real, forças inimigas querem dominar algo de grande valor dentro do UW, fazendo com que Asuna e seus amigos entrem nessa realidade também. Com uma guerra explodindo entre os povos do Império Humano e do Território Negro, o destino de ambos os mundos dependem de Alice.

## Isekai VR (Realidade Virtual)
A classificação de algumas obras como Isekai é um debate comum na esfera otaku. Obras como Sword Art Online e BOFURI: I Don't Want to Get Hurt, so I'll Max Out My Defense onde os personagens são transportados mentalmente a mundos virtuais com uso de tecnologia de imersão total denominada FullDive são classificadas como Isekai. A editora japonesa Kadokawa que publica ambas as obras as classifica no gênero Isekai, como pode ser visto em sua loja oficial de venda de mangás e novels (Book walker), como também no evento Festival de Isekais em 2020 Bofuri estavá presente no evento junto com outros grandes nomes do gênero Isekai como: Konosuba, Overlord, Youjo Senki, Kenja no Mago, Kemono Michi, Shinchou Yuusha, Tate no Yuusha, Re:Zero e Isekai Quartet.

## Mídias

### Light novel
Reki Kawahara escreveu o primeiro volume em 2002 para entrar na competição Dengeki Game Novel Prize (電撃ゲーム小説大賞, Dengeki Game Shōsetsu Taishō, agora Dengeki Novel Prize) da ASCII Media Works, porém passou do limite de páginas e resolveu não participar. Então, ele publicou o trabalho como uma web novela usando o pseudônimo Fumio Kunori.. Um tempo depois, lançou mais três volumes e várias histórias curtas. Em 2008, ele participou da competição novamente com Accel World e ganhou o Grande Prêmio. Além de Accel World, a editora também solicitou seu trabalho anterior, Sword Art Online. Ao assinar o contrato com a ASCII Media Works, ele retirou a web novela de circulação. Trabalhando com o ilustrador abec, o primeiro volume da light novel foi impresso em 10 de abril de 2009 e 28 volumes foram publicados até 7 de junho de 2024. Kawahara também escreveu a série Sword Art Online: Progressive, na qual conta as aventuras de Kirito nos dois primeiros andares do Aincrad. O primeiro volume de Progressive foi lançado em 10 de outubro de 2012, tendo mais nove volumes lançados até 7 de março de 2025. O primeiro volume da série baseada em Sword Art Online, intitulada Sword Art Online: Alternative, escrita por Keiichi Sigsawa com ilustrações de Kouhaku Kuroboshi, foi publicada pela ASCII Media Works em 10 de dezembro de 2014. Em dezembro de 2018 a Panini Books lança o primeiro volume  edição brasileira de Sword Art Online Aincrad, o volume 1, 2, 3 e 4 já foram lançados, o volume 5 dando início ao um novo arco (GGO) está previsto, a disponibilidade principalmente pela loja oficial Amazon e algumas bancas, os livros foram publicados em formato comun de livros, em vez dos formatos de novel convencional (New POP)
Há um grande número de dōjinshi, escritos pelo autor da série original, Reki Kawahara, sob o pseudônimo Fumio Kunori, intitulado Sword Art Online Material Edition (ソードアート・オンライン・マテリアル・エディション). O primeiro volume de 80 páginas com conteúdo do Material Edition foi publicado em 13 de fevereiro de 2011; o último volume foi lançado em 5 de maio de 2014. O autor também criou outros dōjinshi, entre eles Lisbeth Edition, Silica Edition e Pina Edition, com a colaboração de Kurusu Tatsuya do ponz.info..

### Mangá
Há oito adaptações em mangá para a série, todas escritas por Reki Kawahara e publicadas pela ASCII Media Works. Sword Art Online: Aincrad (ソードアート・オンライン アインクラッド), ilustrada por Tamako Nakamura, foi serializada na Dengeki Bunko Magazine entre setembro de 2010 e maio de 2012. Dois volumes tankōbon de Aincrad foram lançados em 27 de setembro de 2012. Um mangá de comédia yonkoma, intitulado Sword Art Online. (そーどあーと☆おんらいん。) e ilustrado por Jūsei Minami, começou a ser publicado em setembro de 2010 na Dengeki Bunko Magazine. O primeiro volume de Sword Art Online. foi lançado em 27 de setembro de 2012. O terceiro mangá, intitulado Sword Art Online: Fairy Dance (ソードアート・オンライン フェアリィ・ダンス) e ilustrado por Hazuki Tsubasa, começou a ser serializado em maio de 2012 na Dengeki Bunko Magazine. O primeiro volume de Fairy Dance foi lançado em 27 de outubro de 2012; o terceiro volume foi lançado em 27 de junho de 2014. Os mangás Aincrad e Fairy Dance foram licenciados pela Yen Press. O primeiro volume de Aincrad foi publicado em 25 de março de 2014.
Um mangá spin-off protagonizado por Lisbeth, Silica e Leafa, intitulado Sword Art Online: Girls Ops (ソードアート・オンライン ガールズ・オプス) e ilustrado por Neko Nekobyō, começou a ser serializado em julho de 2013 na Dengeki Bunko Magazine. Uma adaptação em mangá de Sword Art Online: Progressive, ilustrada por Kiseki Himura, começou a ser serializada em agosto de 2013 na Dengeki G's Magazine. O último volume publicado nessa revista ocorreu em maio de 2014 e a série foi transferida para a Dengeki G's Comic em junho de 2014. Progressive foi licenciado pela Yen Press e o primeiro volume está previsto para ser lançado em janeiro de 2015. O sexto mangá, intitulado Sword Art Online: Phantom Bullet e ilustrado por Kōtarō Yamada, teve o primeiro capítulo lançado em maio de 2014 na Dengeki Bunko Magazine, com os capítulos seguintes lançados digitalmente pelo site Kadokawa's Comic Walker.  O sétimo mangá, intitulado Sword Art Online: Caliber e ilustrado por Shii Kiya, começou a ser publicado na Dengeki G's Comic em setembro de 2014. O oitavo mangá, intitulado Sword Art Online: Mother's Rosario e ilustrado por Hazuki Tsubasa, foi baseado no sétimo volume da light novel e é serializado na Dengeki Bunko Magazine.

### Anime
Uma adaptação em anime de Sword Art Online foi anunciada no Dengeki Bunko Autumn Festival 2011, junto com outra light novel de Reki Kawahara, Accel World. O anime foi distribuído por Aniplex, produzido
por A-1 Pictures e dirigido por Tomohiko Ito, com músicas de Yuki Kajiura. O anime foi ao ar no Japão entre 7 de julho e 22 de dezembro de 2012. A série foi transmitida através do Crunchyroll e Hulu. O primeiro tema de abertura é "crossing field" por LiSA  e o segundo é "Innocence" por Eir Aoi. O primeiro tema de encerramento é "Yume Sekai" (ユメセカイ) por Haruka Tomatsu e o segundo é "Overfly" por Luna Haruna. O anime foi licenciado na América do Norte pela Aniplex of America.
Um especial de fim de ano, intitulado Sword Art Online Extra Edition, foi ao ar em 31 de dezembro de 2013. O especial recapitulou o anime e incluiu algumas novas cenas. O tema do especial é "Niji no Oto" (虹の音) por Eir Aoi. Extra Edition foi transmitida ao redor do mundo algumas horas depois da exibição no Japão. O especial foi lançado em Disco blu-ray e DVD em 23 de abril de 2014. A edição limitada inclui uma canção da personagem Yui, intitulada "Heart Sweet Heart" por Kanae Itō, e uma história paralela escrita por Reki Kawahara, intitulada "Sword Art Online Niji no Hashi" (ソードアート・オンライン 虹の橋).
No final do especial, foi confirmada uma segunda temporada para o anime, intitulada Sword Art Online II, que seria lançada em 5 de julho de 2014. Essa série é uma adaptação do quinto e sexto volume da light novel que cobre o arco Phantom Bullet. O tema de abertura é "Ignite" por Eir Aoi e o encerramento é "Startear" por Luna Haruna. O segundo tema de abertura é "Courage" por Haruka Tomatsu, enquanto o segundo e terceiro tema de encerramento são, respectivamente, "No More Time Machine" e "Shirushi" (シルシ), ambos cantados por LiSA.

### Jogos eletrônicos
Durante o evento da Dengeki Bunko Autumn Festival 2011 foi revelado que a light novel de Reki Kawahara receberia uma adaptação em videogame. O primeiro jogo, intitulado Sword Art Online: Infinity Moment (ソードアート・オンライン -インフィニティ・モーメント-, Sōdo Āto Onrain: Infiniti Mōmento), foi desenvolvido pela Namco Bandai Games para PlayStation Portable. O jogo segue um enredo alternativo, em que por causa de falha, Kirito e os demais jogadores permanecem presos em Sword Art Online, mesmo após derrotarem Heathcliff, e jogadores de outros VMMORPGs, como Leafa e Sinon, acabam sendo trazidos para dentro do jogo. Ele foi lançado em edições regulares e limitadas em 14 de março de 2013.
Sword Art Online: Hollow Fragment é um jogo para PlayStation Vita lançado no Japão em 24 de abril de 2014 avaliado como C na escala de classificação CERO. Sword Art Online: Hollow Fragment possui o mesmo enredo alternativo de Sword Art Online: Infinity Moment e inclui todo o conteúdo do "Floor Clearing" do jogo anterior, com uma nova área a ser explorada, "Hollow Area" de Aincrad. O protagonista Kirito se encontra com um misterioso jogador que se tornaria um dos personagens principais do jogo. O jogo vendeu 145,029 cópias na primeira semana do seu lançamento no Japão e se tornou um dos mais vendidos softwares japoneses naquela semana. Também foi lançado em Taiwan pela Namco Bandai Games Taiwan com legendas em chinês e inglês. Uma versão digital do jogo para a América do Norte foi anunciada para o verão de 2014 e em julho para a Europa e Austrália.
Um terceiro jogo desenvolvido pela Artdink, intitulado Sword Art Online: Lost Song, foi lançado em 26 de março de 2015 para as plataformas PlayStation 3 e Vita. Ele possui uma versão em inglês e foi lançado na Ásia. O produtor de Sword Art Online: Lost Song revelou em outubro de 2014 que o jogo seria um RPG de ação com um enredo original e que se passaria dentro do Alfheim Online, além de que os personagens seriam capazes de voar.
Um jogo de rede social chamado Sword Art Online: End World foi lançado para os smartphones japoneses em 28 de fevereiro de 2013 e possui mais de 1 milhão de usuários registrados. Kirito, Asuna e Leafa aparecem no Dengeki Bunko Fighting Climax, um jogo de luta da Sega, que contém vários personagens dos trabalhos publicados através da Dengeki Bunko. Um browser game intitulado Sword Art Quest e sua sequência para smartphone, Sword Art Quest II, fornecem desafios aos usuários para uparem seus personagens e receberem recompensas. Há também um jogo pago para Android intitulado SAO -Log Out-, em que os usuários escolhem personagens da série e obtém papéis de parede deles. Outro jogo freemium para Android e iOS, intitulado Sword Art Online: Code Register, foi lançado em 2014 e possui mais de 3,000,000 usuários registrados. Outro jogo, intitulado Sword Art Online: Progress Link, designado para a plataforma browser game Mobage nos smartphones, foi lançado em 10 de fevereiro de 2015.
Além disso, um jogo intitulado Sword Art Online Integral Factor foi desenvolvido na China para celulares com Android ou iOS. O jogo se passa em 2022, no mundo de Aincrad, e tem 2 novos protagonistas, além de encontrar personagens já conhecidos como o Kirito, Asuna, Klein e Lizbeth.